# Sylvie Méron-Minuth
Sylvie Méron-Minuth ist eine französische Romanistin. Seit 2023 ist sie Professorin für Romanistik und ihre Didaktik an der Pädagogischen Hochschule Heidelberg.

## Leben
Sie studierte Germanistik (Université de Rennes II Haute-Bretagne) und Germanistik und Romanistik auf Lehramt (Pädagogische Hochschule Karlsruhe). Während der Studienzeit war sie als Lehrerin für Französisch als Fremdsprache sowie als Dozentin für Didaktik der romanischen Sprachen an verschiedenen Institutionen und Universitäten tätig. Ihre Promotion machte sie 2009 an der Pädagogischen Hochschule Karlsruhe und ihre der Habilitation 2018 an der Universität Augsburg (Venia Legendi: Didaktik der romanischen Sprachen).
An der Universität Regensburg hat sie ab 2014 die Vertretung der Professur Fachdidaktik der romanischen Sprachen übernommen. 2016 wechselte Méron-Minuth als Vertretungsprofessorin für Fachdidaktik Romanistik an die Rheinische Friedrich-Wilhelms-Universität Bonn. Als Vertretungsprofessorin leitete sie ab 2021 an der Pädagogische Hochschule Karlsruhe, den Fachbereich Französisch.   
Ihre Forschungsschwerpunkte sind Mehrsprachigkeit und Mehrsprachigkeitsdidaktik, qualitativ-empirische Fremdsprachenforschung, kooperatives Lernen, projektorientiertes Forschen und Arbeiten, Biographieforschung, Kinder- und Jugendliteratur und Didaktik des frühen Fremdsprachenlernens.
Neben Buchveröffentlichungen und Aufsätzen in Fachzeitschriften sowie Sammelbänden veröffentlichte sie Unterrichtsmaterialien für den Französischunterricht in Grundschulen sowie für die Sekundarstufen I und II.

## Schriften (Auswahl)
- Kommunikationsstrategien von Grundschülern im Französischunterricht. Eine Untersuchung zu den ersten vier Lernjahren. Gunter Narr Verlag, Tübingen, 2009. ISBN 978-3-8233-6498-6
- mit Senem Özkul: Fremde Sprachen lehren und lernen. Aktuelle Fragen und Forschungsaufgaben. Reihe: Inquiries In Language Learning, Band 15, Lang, Frankfurt am Main, 2015. ISBN 978-3-6316-5598-6
- Mehrsprachigkeit im Fremdsprachenunterricht. Eine qualitativ-empirische Studie zu Einstellungen von Fremdsprachenlehrerinnen und -lehrern. Giessener Beiträge zur Fremdsprachendidaktik, Narr Francke Attempto, Tübingen, 2018. ISBN 978-3-8233-8272-0
- mit Christian Minuth: Comme s’il n’y avait pas assez de Français! Histoires de familles de couples franco-allemands de l’après-guerre (1945-1963), Éditions Maïa, Paris. ISBN 978-2-38441-637-0
- mit Christian Minuth: Bring mir bloß keinen Deutschen nach Hause! Familiengeschichten deutsch-französischer Paare der Nachkriegszeit (1945-1963), Springer VS, Wiesbaden (erscheint 2024).